# 三式簿記
三式簿記は、簿記における記帳法の一種であり、単式簿記および複式簿記を拡張したものである。
議論の出発点は複式簿記における
資産 − 負債 = 収益 − 費用
あるいは
財産 = 利益　・・・(1)
であり、この等式の拡張としていくつかの形式が提案されている。

## 時制的三式簿記
出発点の等式(1)に対し、財産（= 資産 − 負債）を現在、利益（収益 − 費用）を過去と解釈し、新たに未来を表す予算を付け加えて
予算 = 財産 = 資本
とする方法である。この方法によれば、予算書を簿記および既存の財務諸表に含めることができる。

## 微分的三式簿記
出発点の等式(1)に対し、財産をストック、利益をフロー（ストックの時間微分）と解釈し、新たにフローの時間微分を表す利力を付け加えて
財産 = 利益 = 利力
とする方法である。利益の変動を表すことができるが、そのためには利力に属する勘定科目を新たに必要とする。